# Aranzazu
Aranzazu è un comune della Colombia facente parte del dipartimento di Caldas.
Il centro abitato venne fondato da Buenaventura Escobar nel 1853.